# Gnathotriche sodalis
Gnathotriche sodalis is een vlinder uit de familie Nymphalidae. De wetenschappelijke naam van de soort is voor het eerst geldig gepubliceerd in 1885 door Otto Staudinger.